# Marion Lee Johnson
Marion Lee Johnson (geboren um 1945) ist eine US-amerikanische Mathematikerin, die bei der Apollo-11-Mission entscheidend oder sehr wichtig war. Sie war Mathematikerin im Boeing/NASA-Team, in dem sie an der Aufbereitung der Daten für die Aufprallflugbahnen des Fahrzeugs beteiligt war. Ihr perfektes Ergebnis bei 20 erfolgreichen Missionen brachte ihr einen Platz in der Apollo/Saturn V Roll of Honor ein.

## Leben und Wirken
Lee Johnson stammt aus einer Arbeiterfamilie und wuchs mit drei Schwestern und einem Bruder in Savannah, Georgia auf. Sie besuchte die Moses-Jackson-Schule in einem von Rassentrennung geprägten Viertel. Bereits früh galt ihr Interesse der Mathematik. An der Thompkins High School in Savannah, Georgia machte sie 1963 ihren Abschluss als Jahrgangsbeste und studierte danach mit einem Stipendium der Naturwissenschaften mit Hauptfach Mathematik am Talladega College in Talladega, wo sie 1967 den Bachelor of Arts erhielt.
Nach ihrem Abschluss begann sie im Alter von 21 Jahren als Ingenieurin bei der Boeing Company in Huntsville, Alabama. Sie wurde der Abteilung für Startsysteme des Boeing/NASA-Teams im Marshall Space Flight Centre zugeteilt, um die Landung der Apollo-11-Mission vorzubereiten. Zu dieser Zeit arbeiteten nur sehr wenige Frauen im Raumfahrtzentrum. Johnson arbeitete von 1967 bis 1969 unter der Leitung von Arthur Rudolph und dem Raketenkonstrukteur Wernher von Braun an den Berechnungen zur Simulation der Aufprallflugbahnen der Raketenteile (wohin die Booster-Raketen fallen würden). Erst als sie 2016 den Film Hidden Figures gesehen habe, sei ihr klar geworden, wie wichtig ihre eigenen Beiträge für die NASA waren, so Johnson.
Aufgrund dieses Films erlebte Johnson eine späte Welle von Anerkennungen, sowohl bei ihrer Alma Mater als auch an ihrem Wohnort.
1970 wechselte Johnson zu Pfizer Inc. in New York City und wurde Projektleiterin für die Corporate Information Technology Division. Dort war sie 26 Jahre lang tätig. Anschließend wirkte sie viele Jahre lang als Ausbilderin für Computernetzwerke und Sicherheit am Branford Hall Career Institute in New Jersey, wo sie in Union County lebte.
Lee Johnson ist mit dem Unternehmer J. Frank Johnson verheiratet, mit dem sie drei Kinder hat.

## Auszeichnungen
(Quelle: American Institute of Aeronautics and Astronautics)
- 1969: Eintrag in die Apollo/Saturn V Roll of Honor bei der Smithsonian Institution
- 2017
  - 2. Juni: Marion Johnson Day in Union County, New Jersey (Union County Board of Chosen Freeholders)
  - P. Merle Wade Trailblazer Award (Central Jersey Alumnae Chapter of the Delta Sigma Theta Sorority, Inc.)
- 2018
  - First Ladies Ehrung (Carter G. Woodson African American Museum in Saint Petersburg, Florida)
  - 4. Mai: Marion Lee Johnson Day in Chatham County, Georgia (the Chatham County Board of Commissioners of Georgia)
  - 6. Mai: Marion Lee Johnson Day in Savannah, GA (the Mayor of the City of Savannah, Georgia)
  - 8. Juni: Marion Lee Johnson Day (Stadt Plainfield)[11]
  - Key to the City (Stadtschlüssel) (Stadt Plainfield)
  - Hidden Figures Award (Branford Hall Career Institute, Jersey City)
  - Visionary Award for 2017 (1010 WINS News, New York)
- 2020: Ehrung durch das Cincinnati Museum Center, Cincinnati, Ohio